# 海漄
海漄（1990年—），本名秦舟，中国科幻小说作家。
海漄出生于湖南省湘潭市，现居深圳，任职于招商银行深圳分行，是深圳金融作家协会会员。2023年，他的作品《时空画师》获评雨果奖最佳短中篇小说。